# Rachel Hunter (équitation)
Pour les articles homonymes, voir Rachel Hunter et Hunter.
 (mars 2022).
Rachel Elizabeth Hunter (née le 7 juin 1969 en Grande-Bretagne) est une cavalière canadienne de concours complet.

## Carrière
Elle participe aux Jeux olympiques d'été de 1992, où elle est 49e de l'épreuve individuelle et 12e de l'épreuve par équipes.